# Torneio Hubert Jerzeg Wagner de Voleibol de 2017
O Torneio Hubert Jerzeg Wagner de Voleibol de 2017 foi 15ª edição desta competição amistosa organizada pela Fundação Hubert Jerzy Wagner em parceria com a Federação Polonesa de Voleibol (em polonês/polaco:  Polski Związek Piłki Siatkowej) que ocorreu em Cracóvia, Polônia, de 11 a 13 de agosto. 
A seleção anfitriã conquistou seu sétimo título da competição e o oposto russo Maksim Mikhailov foi eleito o melhor jogador do torneio.

## Formato da disputa
Disputa em turno único, com todas as seleções se enfrentando.

### Critérios de desempate
1. Número de vitórias
2. Número de pontos
3. Sets average
4. Pontos average

Partidas terminadas em 3–0 ou 3–1: 3 pontos para o vencedor, 0 pontos para o perdedor;
Partidas terminadas em 3–2: 2 pontos para o vencedor, 1 ponto para o perdedor.

## Seleções participantes
As seguintes seleções foram selecionadas para competir o torneio.
| Equipe  | Última participação |
| ------- | ------------------- |
| Polônia | 2016                |
| Canadá  | 2006                |
| França  | 2015                |
| Rússia  | 2014                |

## Local das partidas
| Cracóvia, Polônia  |
| Tauron Arena       |
| ------------------ |
|                    |
| Capacidade: 15 328 |

## Fase única
|     |         |     | Jogos | Jogos | Jogos | Resultados | Resultados | Resultados | Resultados | Resultados | Resultados | Sets | Sets | Sets  | Pontos | Pontos | Pontos |
| Pos | Equipe  | Pts | T     | V     | D     | 3–0        | 3–1        | 3–2        | 2–3        | 1–3        | 0–3        | V    | P    | R     | V      | P      | R      |
| --- | ------- | --- | ----- | ----- | ----- | ---------- | ---------- | ---------- | ---------- | ---------- | ---------- | ---- | ---- | ----- | ------ | ------ | ------ |
| 1   | Polônia | 6   | 3     | 2     | 1     | 1          | 0          | 1          | 1          | 0          | 0          | 8    | 5    | 1.600 | 286    | 293    | 0.976  |
| 2   | França  | 5   | 3     | 2     | 1     | 0          | 0          | 2          | 1          | 0          | 0          | 8    | 7    | 1.143 | 281    | 270    | 1.041  |
| 3   | Rússia  | 5   | 3     | 1     | 2     | 0          | 1          | 0          | 2          | 0          | 0          | 7    | 7    | 1,000 | 301    | 299    | 1.007  |
| 4   | Canadá  | 3   | 3     | 1     | 2     | 1          | 0          | 0          | 0          | 1          | 1          | 4    | 6    | 0.667 | 245    | 253    | 0.968  |

Resultados
- Todas as partidas seguiram o fuso horário local (UTC+2).

| Data   | Hora  |         | Placar |        | Set 1 | Set 2 | Set 3 | Set 4 | Set 5 | Total   | Relatório |
| ------ | ----- | ------- | ------ | ------ | ----- | ----- | ----- | ----- | ----- | ------- | --------- |
| 11 ago | 17:30 | Canadá  | 1–3    | Rússia | 23–25 | 27–29 | 25–22 | 17–25 |       | 92–101  | Relatório |
| 11 ago | 20:30 | Polônia | 2–3    | França | 25–22 | 16–25 | 20–25 | 25–22 | 13–15 | 99–109  | Relatório |
| 12 ago | 15:00 | Polônia | 3–0    | Canadá | 36–34 | 25–22 | 26–24 |       |       | 87–80   | Relatório |
| 12 ago | 18:00 | França  | 3–2    | Rússia | 21–25 | 25–18 | 21–25 | 25–18 | 15–10 | 107–96  | Relatório |
| 13 ago | 15:00 | Canadá  | 3–0    | França | 25–22 | 25–21 | 25–22 |       |       | 75–65   | Relatório |
| 13 ago | 18:00 | Polônia | 3–2    | Rússia | 16–25 | 19–25 | 25–20 | 25–22 | 15–12 | 100–104 | Relatório |

## Classificação final
| Posição | Equipe  |
| ------- | ------- |
| 1       | Polônia |
| 2       | França  |
| 3       | Rússia  |
| 4       | Canadá  |

## Premiações
| Torneio Hubert Jerzeg Wagner de 2017 |
| Polónia                              |
| ------------------------------------ |
| Polônia Campeã (7º título)           |

### Individuais
Os atletas que se destacaram individualmente foramː
| - Most Valuable Player (MVP) Artur Szalpuk - Melhor oposto Dawid Konarski - Melhores centrais Bartłomiej Lemański Ilyas Kurkaev | - Melhores ponteiros Steven Marshall Dmitry Volkov - Melhor levantador Benjamin Toniutti - Melhor líbero Jenia Grebennikov |